# Dendronephthya griffini
Dendronephthya griffini is een zachte koraalsoort uit de familie Nephtheidae. De koraalsoort komt uit het geslacht Dendronephthya. Dendronephthya griffini werd in 1933 voor het eerst wetenschappelijk beschreven door Roxas. 